# Chacon
Chacon (řecky Χάτζων, † 615) byl slovanský vojevůdce (řecky έξαρχος Σκλαβίνων, éxarchos Sklavínon), který podle druhé knihy Zázraků svatého Demetria vedl roku 615 koalici jihoslovanských kmenů v útoku na byzantské město Soluň.
Slované se i se svými rodinami utábořili před městskými hradbami a dokonce zahájili útok z moře, ale ten selhal vinou bouře, ve které se potopilo mnoho slovanských monoxylů; obležení bylo proto ukončeno. Chaconovi bylo krátce poté povoleno vstoupit do města, aby mohl s jeho představiteli vyjednávat; městský dav se však na popud matek obránců města padlých během obléhání vzbouřil a zabil ho, přestože se ho městští vůdcové snažili ukrýt. Poté Slované požádali o pomoc Avary, což vedlo v letech 617/618 k neúspěšnému měsíčnímu obléhání města spojenými avarsko-slovanskými silami.

### Poznánky
1. ↑  Byzantinci připisovali záchranu svého města svatému Demetriovi, patronu Soluně.